# Assycuera rubella
Assycuera rubella là một loài bọ cánh cứng trong họ Cerambycidae.